# Triaenodes jubatus
Triaenodes jubatus är en nattsländeart som beskrevs av Arturs Neboiss 1982. Triaenodes jubatus ingår i släktet Triaenodes och familjen långhornssländor. Inga underarter finns listade i Catalogue of Life.